# San-Damiano
 San-Damiano  là một xã ở tỉnh Haute-Corse trên đảo Corse, Pháp. Xã này có diện tích 5,72 km², dân số năm 1999 là 38 người. Khu vực này có độ cao trung bình 700 mét trên mực nước biển.